# Sick of It All
I Sick of It All sono un gruppo hardcore punk formato dai fratelli Lou (voce) e Pete Koller (chitarra), Armand Majidi (batteria) e Craig Setari (basso) nel 1986. Il gruppo rappresenta una delle band più influenti della storia dell'hardcore punk moderno appartenente alla scena hardcore di New York.

## Storia

### Primi anni

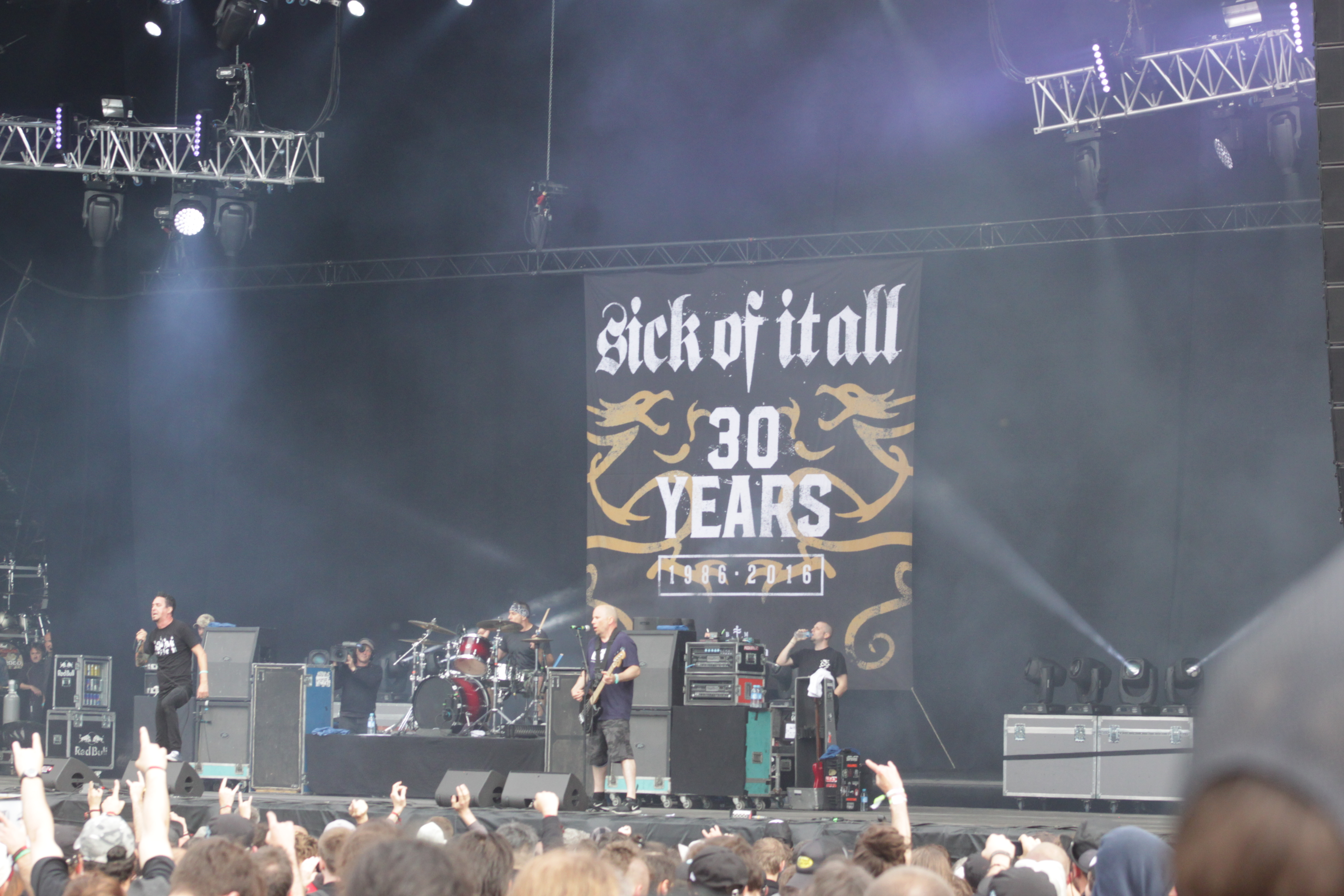
I Sick of It All all'Hellfest 2016

Provenienti dal quartiere di Queens a New York City, i Sick of It All vennero formati dai componenti di due band del posto, gli Straight Ahead, ed i Rest in Pieces, entrambi comprendenti Majidi e l'attuale bassista dei Sick of It All Craig Setari. Majidi entrò a far parte del gruppo dei fratelli Koller e Rich Cipriano per registrare il demo dei Sick of It All del 1986. La band cominciò a suonare le domeniche pomeriggio al CBGB, condividendo, occasionalmente, il palco cogli Straight Ahead o i Rest in Pieces, e poco dopo pubblicarono un primo 7" omonimo per la Revelation Records (che venne poi ripubblicato per il decimo anniversario nel 1997).
Il gruppo pubblicò il primo album, Blood, Sweat and No Tears, per la Relativity Records nel 1989, e divenne rapidamente un classico dell'hardcore. Il successivo e leggendario Just Look Around, pubblicato nel 1992, confermò i Sick of It All come i portabandiera della nuova scena hardcore. In seguito attraversarono l'Europa ed il Giappone con un tour.
Ebbero poi un significativo cambio di formazione e la possibilità di firmare un contratto per una major.

### EastWest Records

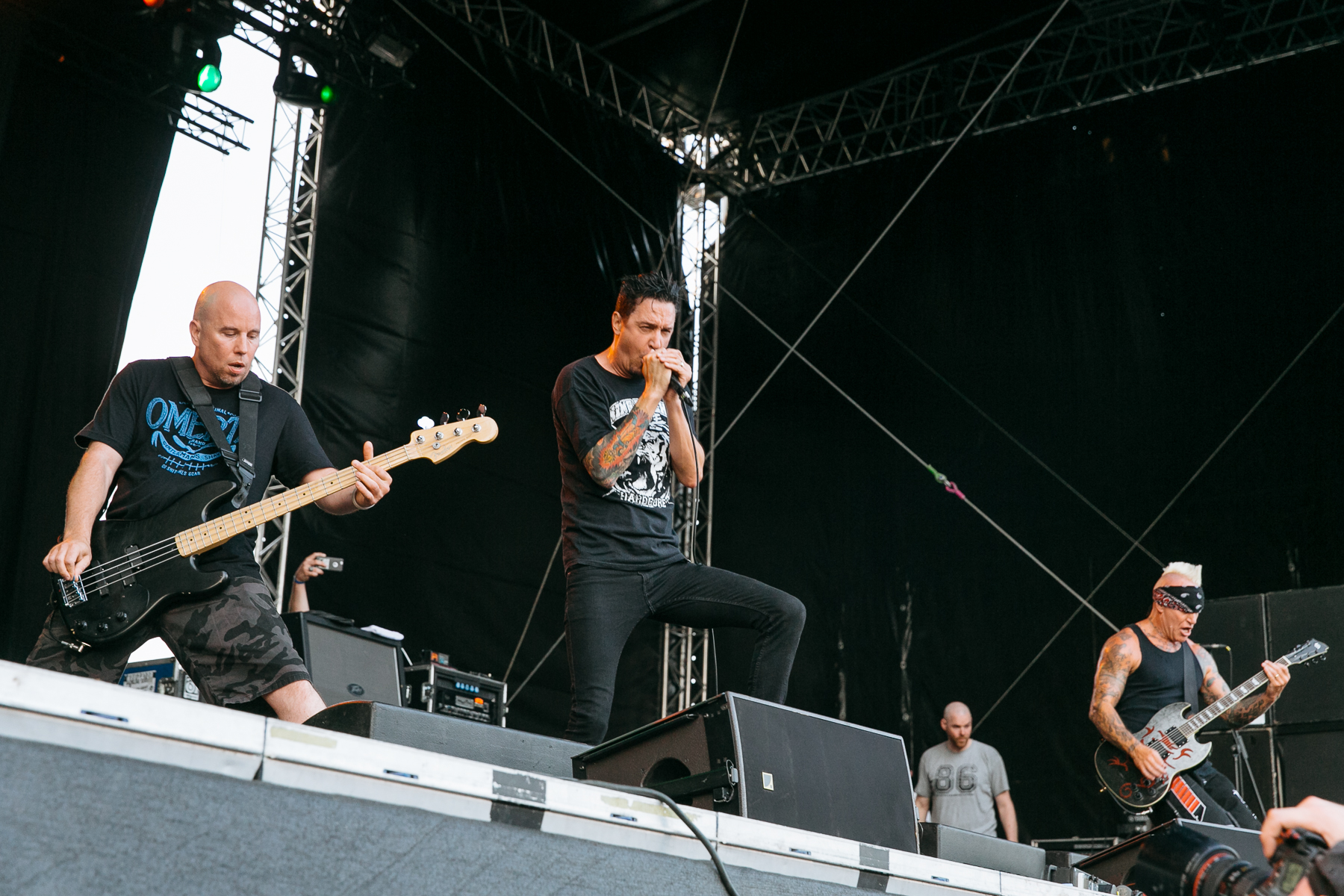
Craig Setari, Lou Koller e Pete Koller al Vainstream Rockfest 2015

Nonostante l'epoca mostrava i successi commerciali di band più facili all'ascolto come Rancid e The Offspring, i Sick of It All pubblicarono il loro disco più pesante per la major EastWest Records; il disco si intitolava Scratch the Surface. L'album fu una critica violenta a chi voleva costringere la band a spostarsi su territori più commerciali. Il gruppo trovò anche il tempo di registrare l'ironico video Step Down, una parodia dell'hardcore dancing in cui la band mostrò un grande senso dell'umorismo. Il disco fu anche il primo con il bassista Craig Setari (Straight Ahead, Rest in Pieces, Youth of Today e Agnostic Front) che rimpiazzò Rich Cipriano nel 1993.
Nel dicembre del 1992, uno studente psicolabile che indossava una maglietta dei Sick of It All sparò e uccise due persone e ne ferì diverse altre in una scuola del Massachusetts. Per questo motivo il gruppo venne criticato da alcuni media ed alcune associazioni conservatrici per istigare alla violenza.
Il successo di Scratch the Surface, comunque, li fece partire per un tour mondiale che terminò solo nel 1997, quando venne pubblicato il secondo disco per la EastWest, Built to Last. Più ispirato alla scena punk rispetto ai predecessori, il disco non fu un grande successo e sancì la fine dei rapporti con la EastWest.

### Un nuovo inizio

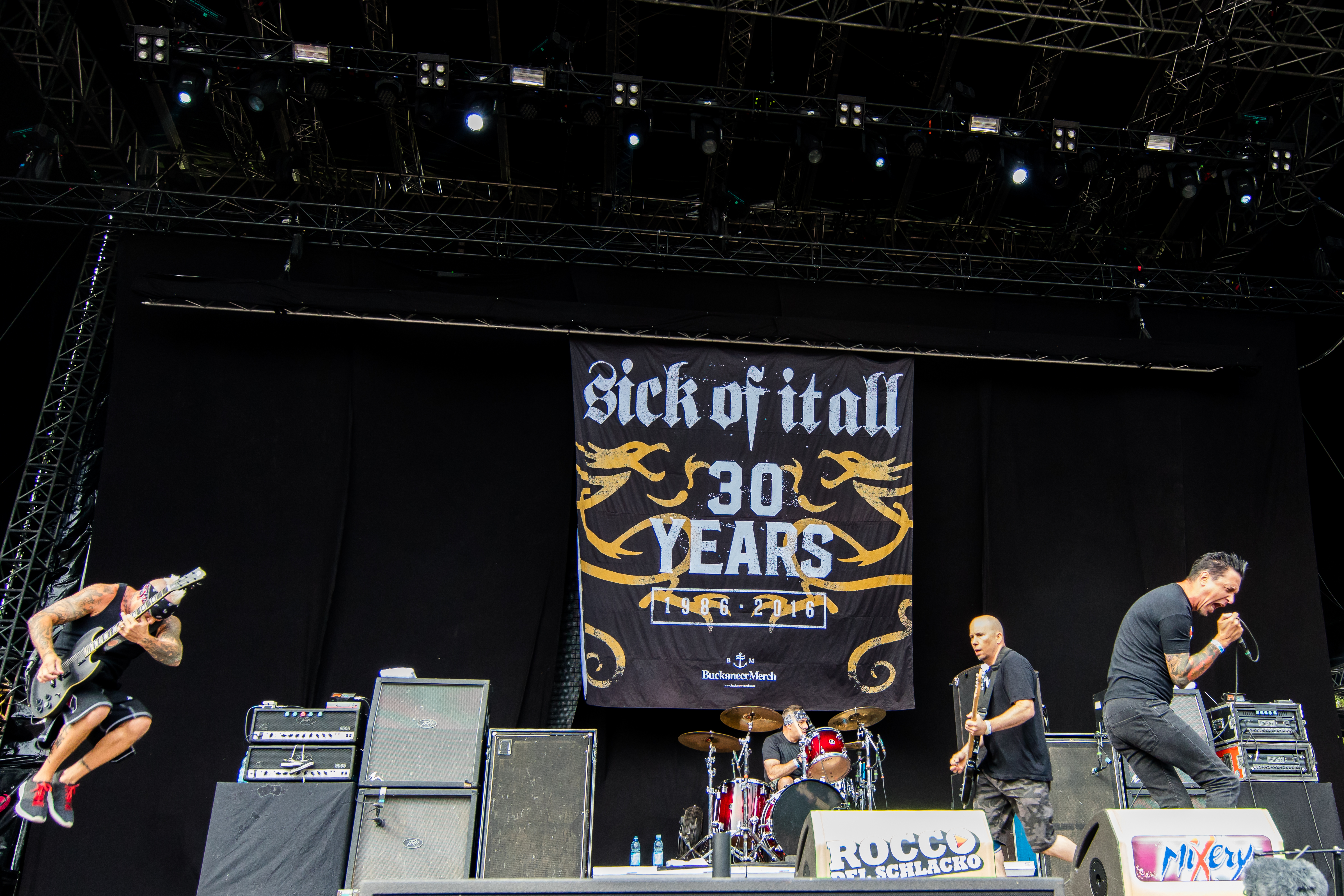
I Sick of It All al Rocco del Schlacko 2016

Nel 1998, i Sick of It All firmarono per l'etichetta indipendente Fat Wreck Chords, di proprietà del cantante dei NOFX Fat Mike. Dopo la pubblicazione del singolo "Potential For A Fall" venne pubblicato il disco Call to Arms che tornò al loro stile tradizionale e li riportò alla ribalta.
Meno acclamato dalla critica fu il successivo Yours Truly. Il pubblico non gradì molto le innovazioni progressiste nello stile, ed il cantante Lou Koller ha recentemente dichiarato che l'album non ebbe grande successo anche a causa della copertina poco attraente per quel tipo di pubblico

### Live in a DiveeLife on the Ropes
Nel 2001 i Sick of It All pubblicarono il loro classico home video The Story So Far, e l'anno dopo un live, Live in a Dive: Sick of It All, parte di una collana di dischi live. Il disco presentava canzoni di tutta la carriera del gruppo, mostrando un'incredibile energia ed intensità.
Nel 2003 i Sick of It All pubblicarono il loro settimo studio album, Life on the Ropes. Fu un altro ritorno alle origini. Nel 2004 il gruppo pubblicò un album di b-side, cover e inediti intitolato Outtakes For The Outcast.

### 2005-oggi
All'inizio del 2005 i Sick of It All firmarono per l'etichetta metal/hardcore Abacus Recordings per registrare il seguito di Life on the Ropes. Nel 2006 viene pubblicato il successivo Death to Tyrants, cui è seguito il 20 aprile 2010 Based on a True Story pubblicati con la Century Media Records.

## Formazione

### Formazione attuale
- Lou Koller (n. 15 luglio 1984[2]) - voce
- Pete Koller - chitarra
- Craig Setari - basso
- Armand Majidi - batteria

### Componenti passati
- Rich Cipriano - basso (1986 - 1993)
- Max Capshaw - batteria (1989)
- Eddie Coen - basso (1991-1992)
- Erik Komst - batteria (1991-1992)

## Discografia

### Album in studio
- 1989 - Blood, Sweat and No Tears
- 1992 - Just Look Around
- 1994 - Scratch the Surface
- 1997 - Built to Last
- 1999 - Call to Arms
- 2000 - Yours Truly
- 2003 - Life on the Ropes
- 2006 - Death to Tyrants
- 2010 - Based on a True Story
- 2011 - Nonstop
- 2014 - The Last Act of Defiance
- 2018 - Wake the Sleeping Dragon!

### EP
- 1987 - Sick of It All
- 1991 - We Stand Alone
- 2000 - Us Vs. Them
- 2018 - When the Smoke Clears

### Altri album
- 1995 - Live in a World Full of Hate
- 1997 - Spreading the Hardcore Reality
- 2002 - Live in a Dive: Sick of It All
- 2004 - Outtakes for the Outcast
- 2007 - Our Impact Will Be Felt

### Singoli
- 1994 - Step Down
- 1996 - Cool as a Mustache
- 1999 - Potential for a Fall
- 2000 - Maladjusted
- 2003 - Relentless

### Apparizioni in compilation
- 1987 - New York Hardcore - Together
- 1988 - New York Hardcore - The Way It Is
- 1998 - A Compilation of Warped Music
- 1999 - A Compilation of Warped Music II

## Componenti

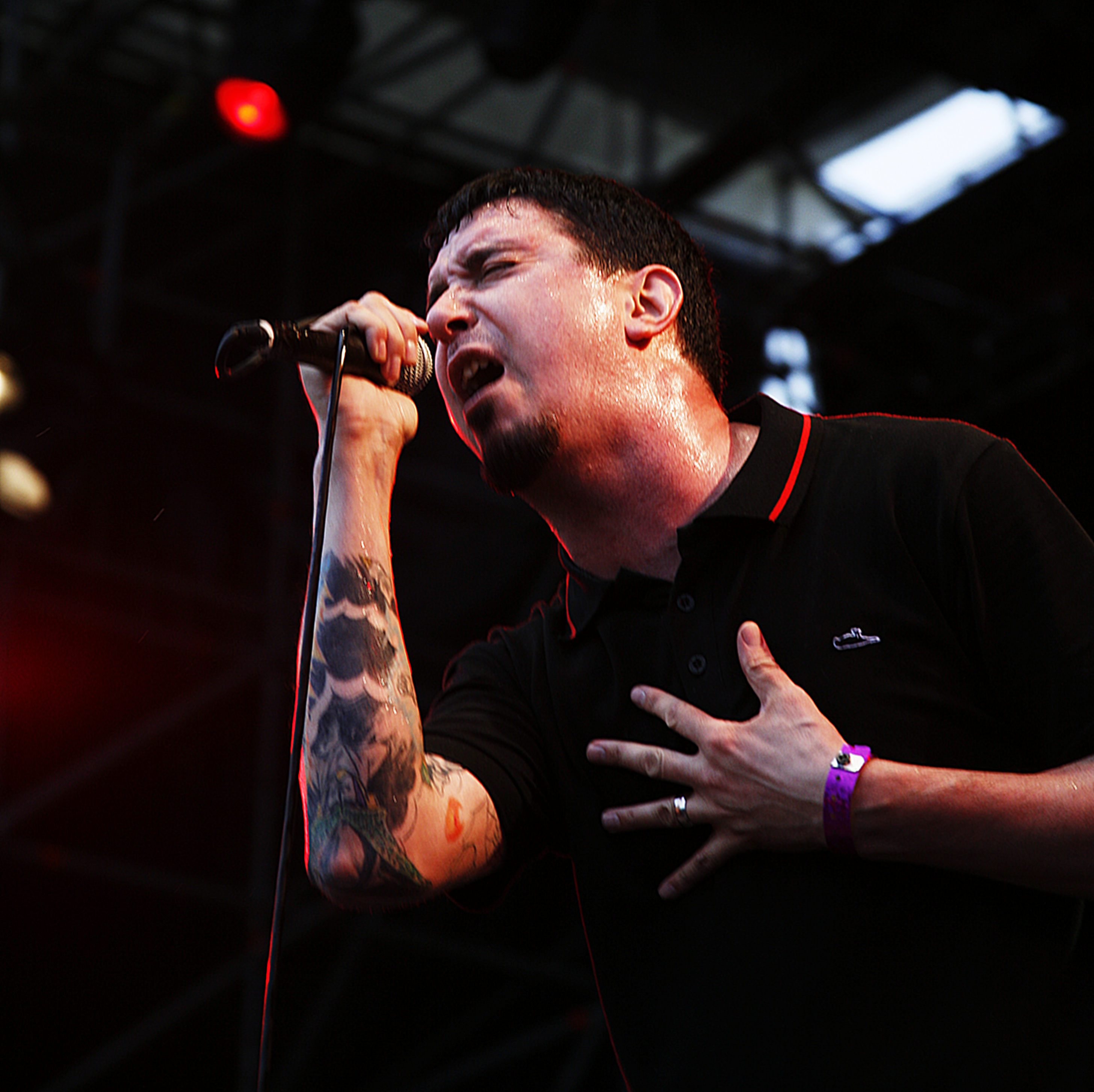
Lou Koller (cantante)
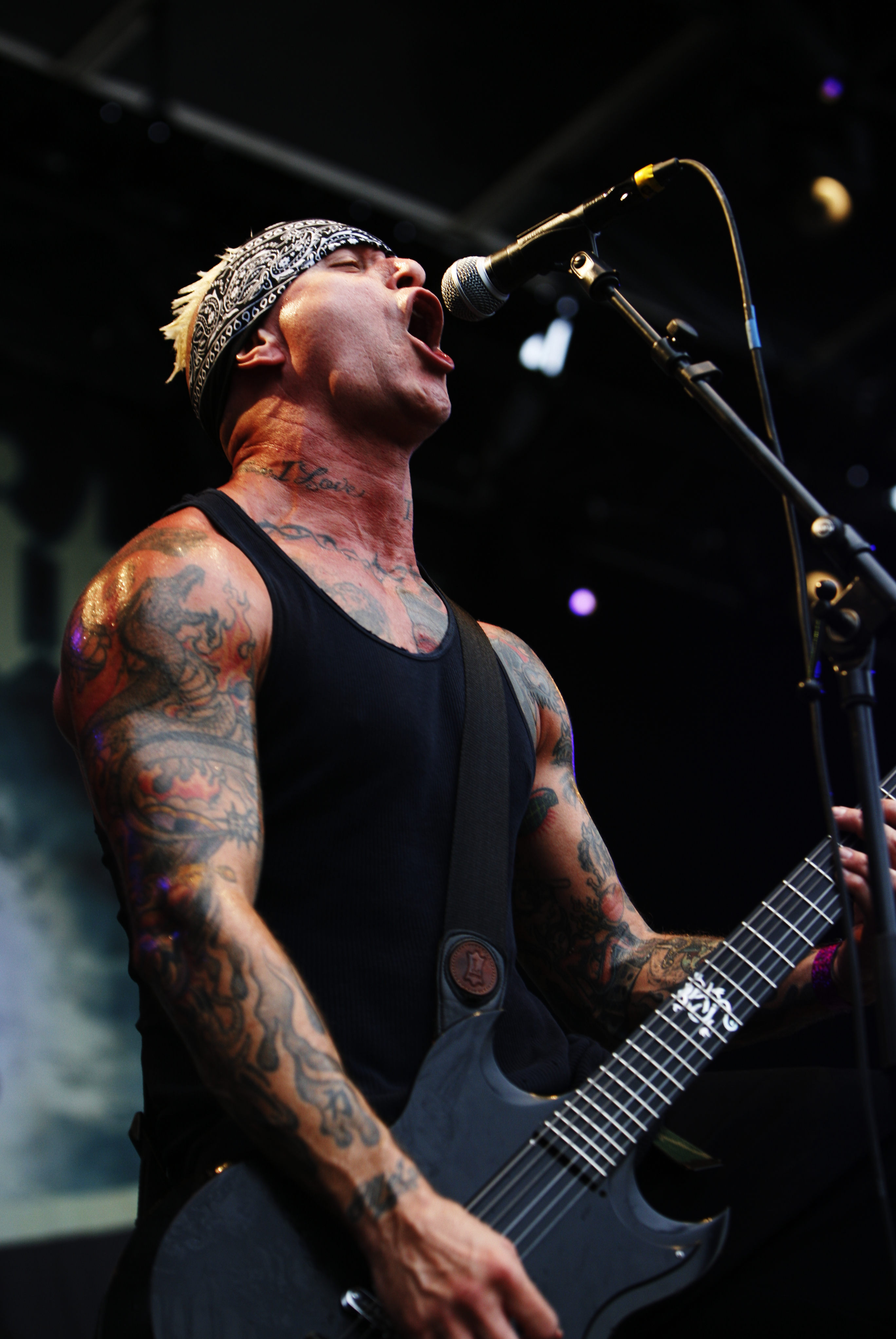
Pete Koller (chitarrista)
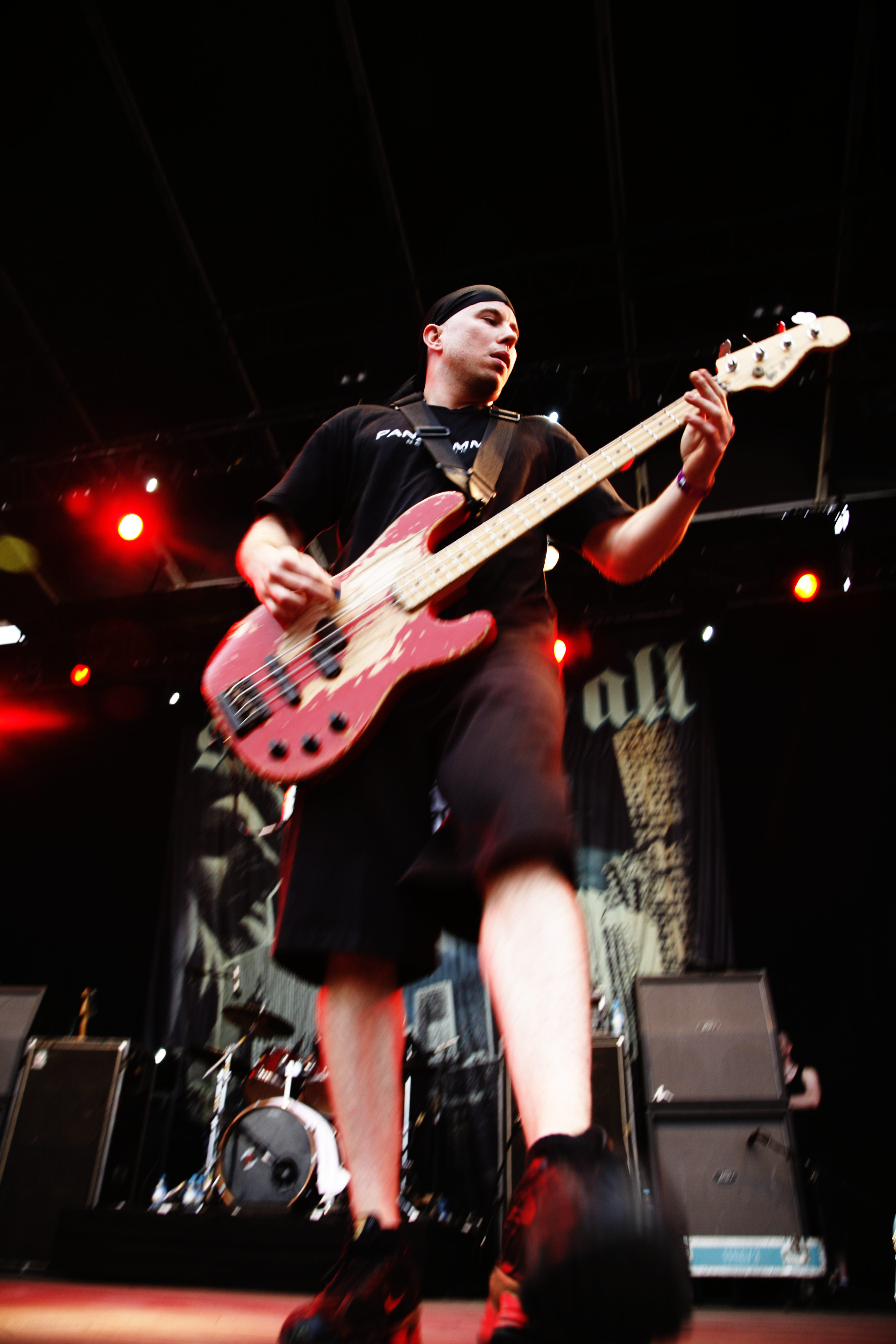
Craig Setari (bassista)
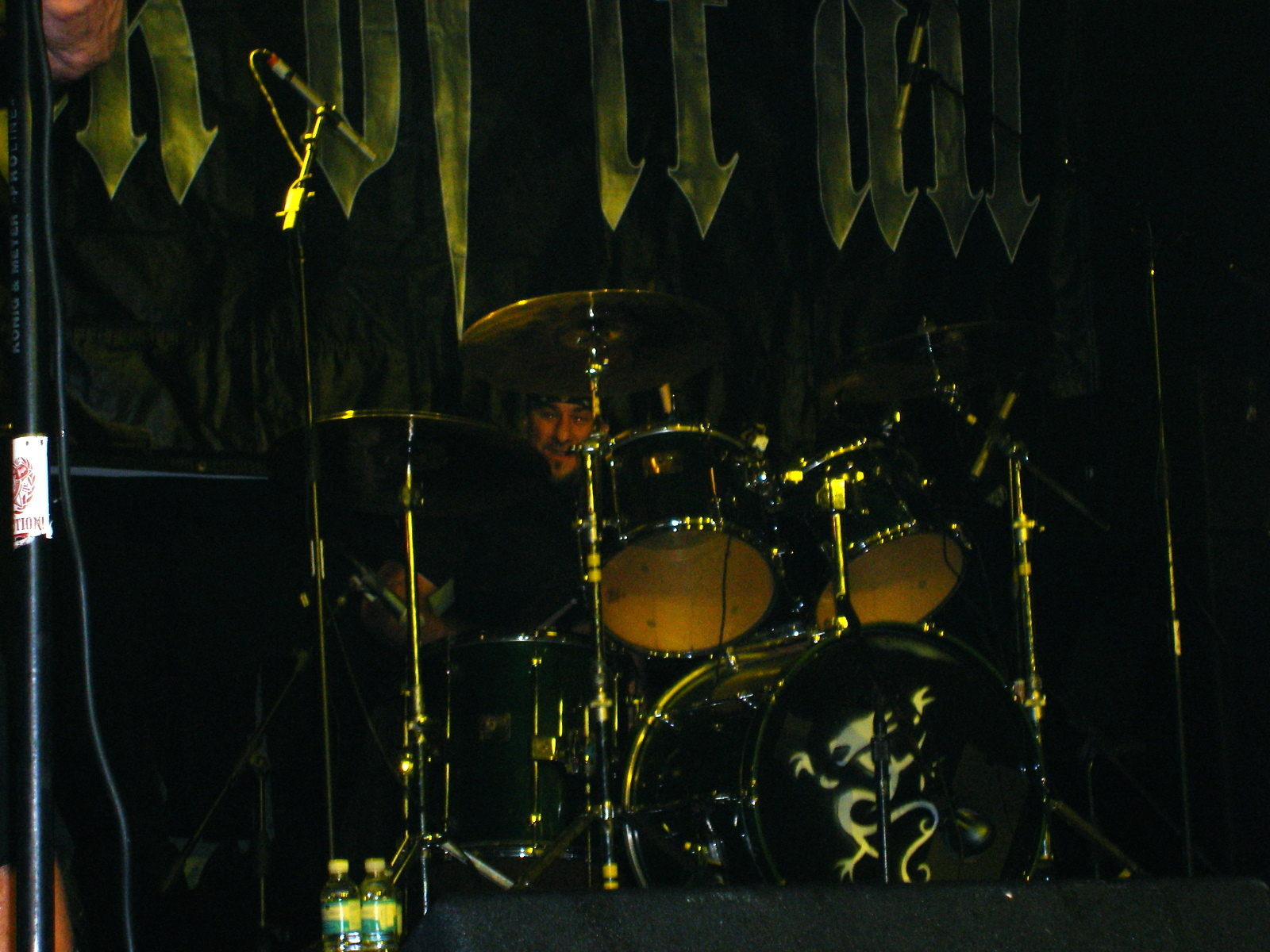
Armand Majidi (batterista)